# Konunski dol
Konunski dol este o arie protejată (arie specială de conservare — SAC, sit de importanță comunitară — SCI) din Bulgaria întinsă pe o suprafață de 779,06 ha, integral pe uscat.

## Localizare
Centrul sitului Konunski dol este situat la coordonatele 43°33′06″N 24°09′52″E / 43.5517°N 24.1644°E.

## Înființare
Situl Konunski dol a fost declarat sit de importanță comunitară în noiembrie 2010 pentru a proteja 6 specii de animale. Situl a fost protejat și ca arie specială de conservare în martie 2021.

## Biodiversitate
Situată în ecoregiunea continentală, aria protejată conține 1 habitat natural: Pajiști stepice panonice pe loess.
La baza desemnării sitului se află mai multe specii protejate:
- mamifere (4): hamster românesc (Mesocricetus newtoni), dihor de stepă (Mustela eversmanii), popândău (Spermophilus citellus), dihor pătat (Vormela peregusna)
- reptile (2): Elaphe sauromates, țestoasă bănățeană (Testudo hermanni)

Pe lângă speciile protejate, pe teritoriul sitului au mai fost identificate 3 specii de plante, 2 specii de nevertebrate.